# Muscar cu guler alb
Muscarul cu guler alb (Anthipes monileger) este o specie de pasăre paseriforme din familia Muscicapidae. Este originar din Bangladesh, Bhutan, China, India, Laos, Myanmar, Nepal, Thailanda și Vietnam. Habitatul său natural sunt pădurile montane umede subtropicale sau tropicale. A fost plasat anterior în genul Ficedula.

## Galerie

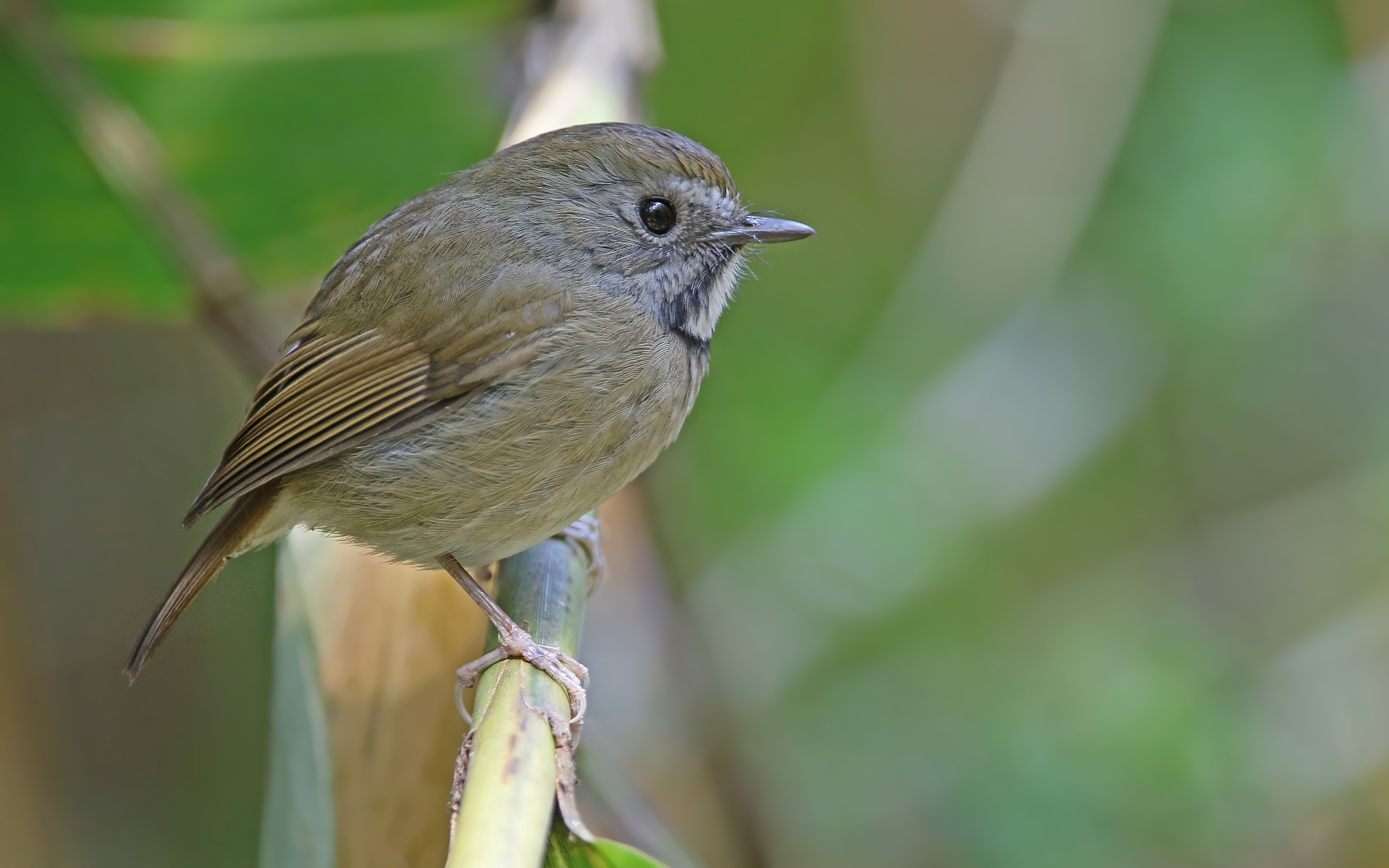
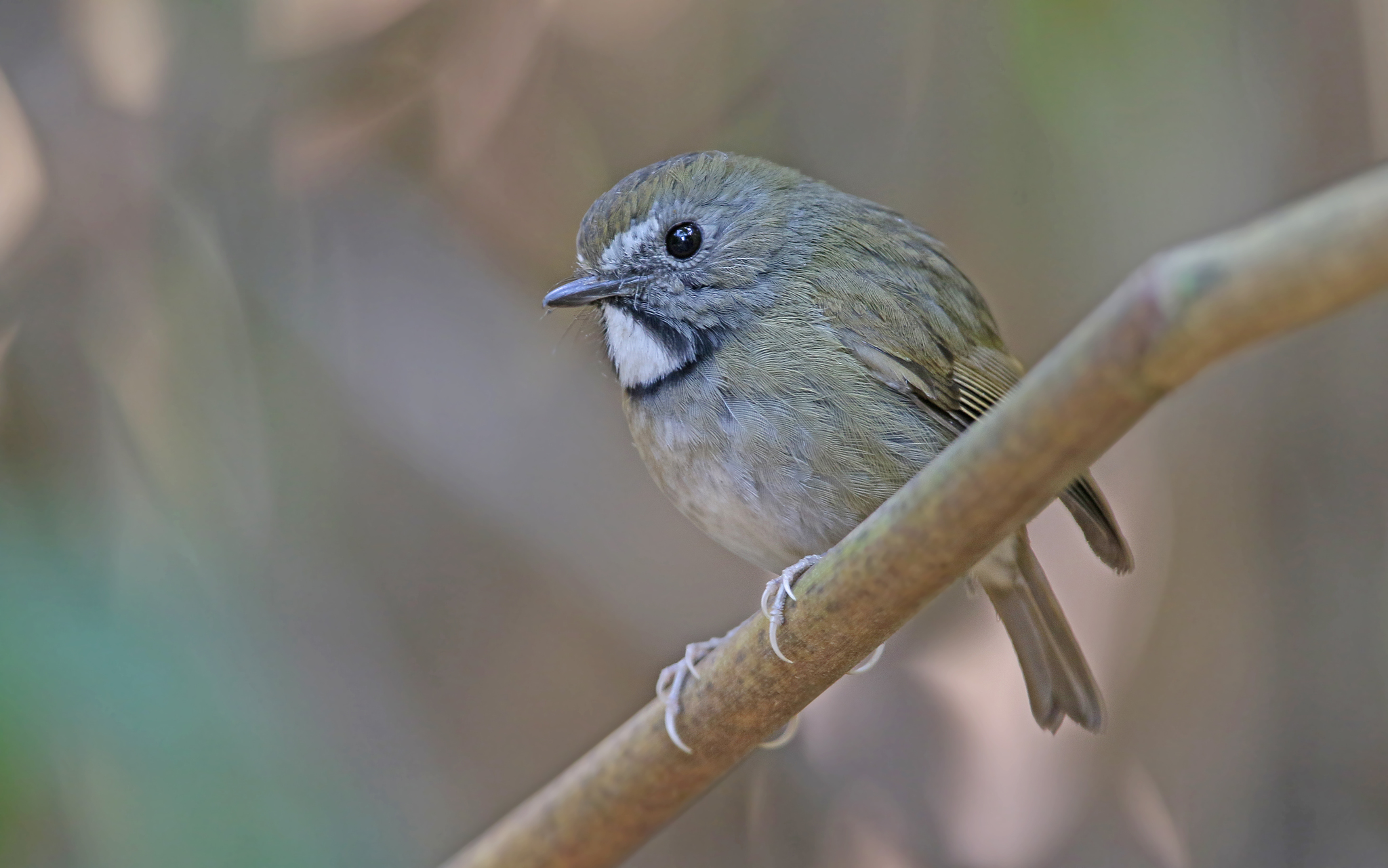
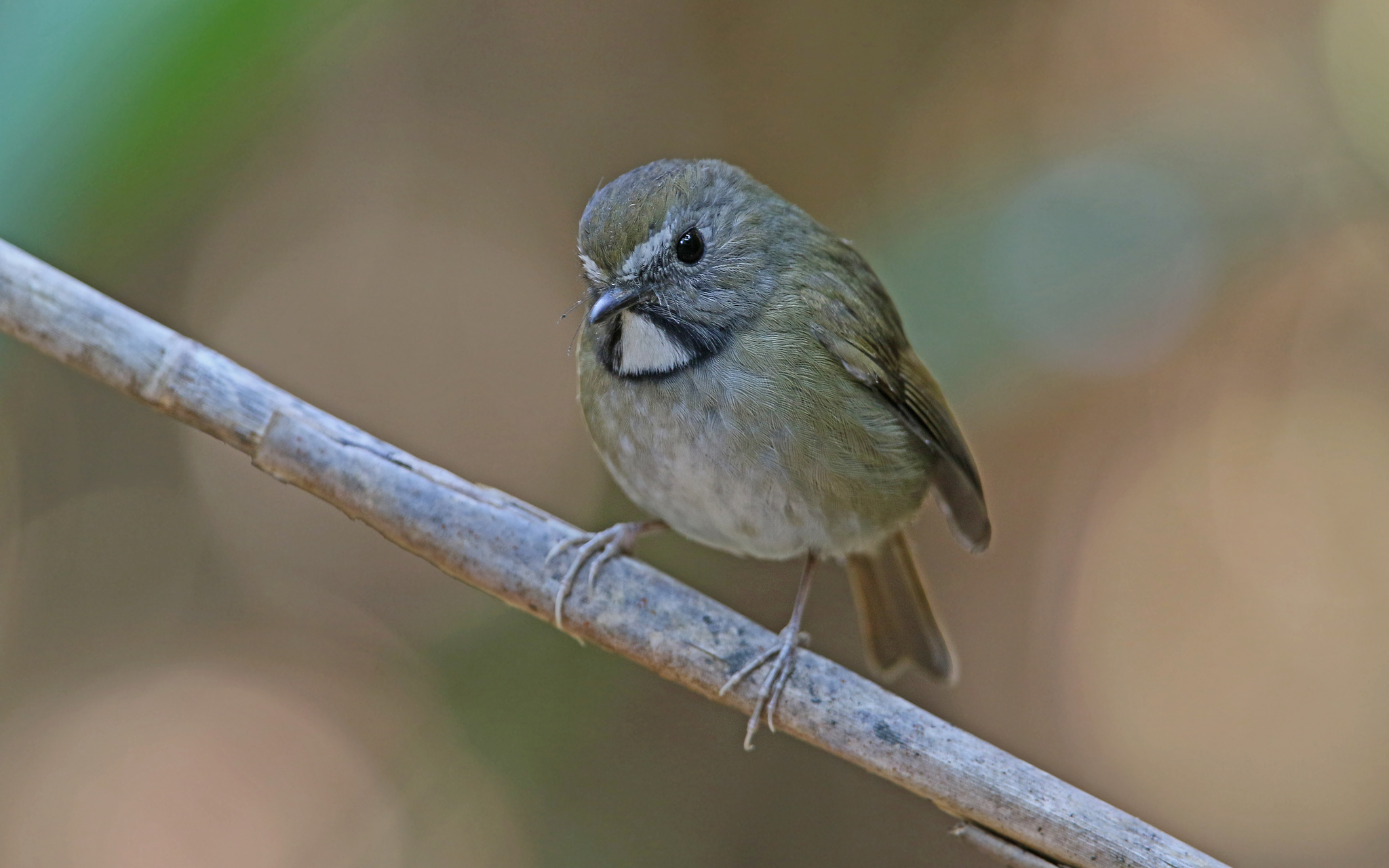